# Alessandro Conti (storico dell'arte)
Alessandro Conti (Firenze, 1946 – Siena, 5 maggio 1994) è stato uno storico dell'arte e storico del restauro italiano.

## Opere
- Storia del restauro e della conservazione delle opere d'arte, Milano, Electa, 1973.
- I dintorni di Firenze: arte, storia, paesaggio, con la collaborazione di Francesca Petrucci, Paolo Pirillo e Giovanna Ragionieri, Firenze, La Casa Usher, 1983.
- Michelangelo e la pittura a fresco: tecnica e conservazione della Volta Sistina, prefazione di Toti Scialoja, Lucca, La Casa Usher, 1986.
- Guida agli artisti del Quattrocento a Firenze, Firenze, Octavo, 1989.
- Restauro, in EDO, Milano, Jaca Book, 1992, ISBN 9788816430327.
- L'arte. Critica e conservazione, Roberto Cassanelli, Michael Ann Holly e Adalgisa Lugli, Milano, Jaca Book, 1993, ISBN 88-16-43802-9.
- Pontormo, in La via lattea, Milano, Jaca Book, 1995, ISBN 88-16-46001-6.